# 인천항건설사무소
인천항건설사무소(仁川港建設事務所)는 대한민국 해양수산부 인천지방해양항만청 소속기관으로 인천항건설사무소장은 고위공무원 나급(2~3 상당)의 일반직 공무원으로 보한다. 인천광역시 중구 서해대로 365-1(항동 7가 1-17)에 위치하고 있다.

## 주요 업무
- 용지매수 및 지장물이전과 이에 따른 보상 및 어업보상에 관한 사항
- 비관리청항만공사실시계획의 승인
- 항만공사에 대한 시험ㆍ품질관리 및 검사, 설계자문위원회의 운영, 대안ㆍ일괄입찰 설계적격 심의 관련 업무
- 항만공사에 대한 조사ㆍ통계 및 심사평가와 준공확인
- 공사용 재료의 시험을 위한 시험실 운영
- 해상기상관측 및 지질조사
- 공유수면의 관리ㆍ매립에 관한 기술 검토
- 신항만공사계획의 수립 및 조정
- 신항만공사에 관한 조사ㆍ측량 및 설계
- 신항만공사의 공정ㆍ시공감독ㆍ안전관리 및 심사평가
- 신항만준설공사에 관한 지질조사ㆍ측량ㆍ설계 및 시공감독
- 신항만공사의 보안에 관한 사항
- 공사 시행계획의 수립 및 조정
- 항만시설공사에 대한 조사ㆍ측량 및 설계
- 항만시설공사의 공정ㆍ시공감독ㆍ안전관리 및 유지보수
- 항만시설공사를 위한 토지의 수용ㆍ사용 및 장애물의 이전과 그에 따른 보상업무
- 항만배후수송시설의 계획수립ㆍ시공감독 및 안전관리
- 국유하역장비 관리의 지도 및 감독
- 항만방재업무
- 항만재개발관련 국가재정의 집행에 관한 사항
- 항만재개발사업 실시계획의 승인 등 각종 인ㆍ허가업무에 관한 사항
- 갑문시설의 안전에 대한 지도ㆍ감독

## 조직

### 인천항건설사무소장
- 계획조사과
- 항만개발과
- 항만정비과

## 같이 보기
- 부산항건설사무소